# Aleš Valenta
Aleš Valenta (ur. 6 lutego 1973 w Šumperku) – czeski narciarz, specjalista narciarstwa dowolnego. Jego największym sukcesem jest złoty medal w skokach akrobatycznych wywalczony podczas igrzysk olimpijskich w Salt Lake City. Na mistrzostwach świata najlepszy wynik uzyskał podczas mistrzostw w Meiringen, gdzie zajął 5. miejsce w skokach akrobatycznych. Najlepsze wyniki w Pucharze Świata osiągnął w sezonie 1999/2000, kiedy to zajął 13. miejsce w klasyfikacji generalnej. W sezonie 2001/2002 zajął trzecie miejsce w klasyfikacji skoków akrobatycznych.
W 2007 r. zakończył karierę.

## Osiągnięcia

### Igrzyska olimpijskie
| Miejsce | Dzień     | Rok  | Miejscowość    | Konkurencja        | Zwycięzca     |
| ------- | --------- | ---- | -------------- | ------------------ | ------------- |
| 4.      | 18 lutego | 1998 | Nagano         | Skoki akrobatyczne | Eric Bergoust |
| 1.      | 19 lutego | 2002 | Salt Lake City | Skoki akrobatyczne | -             |
| 21.     | 23 lutego | 2006 | Turyn          | Skoki akrobatyczne | Han Xiaopeng  |

### Mistrzostwa świata
| Miejsce | Dzień       | Rok  | Miejscowość          | Konkurencja        | Zwycięzca         |
| ------- | ----------- | ---- | -------------------- | ------------------ | ----------------- |
| 33.     | 14 marca    | 1993 | Altenmarkt           | Skoki akrobatyczne | Philippe LaRoche  |
| 23.     | 19 lutego   | 1995 | La Clusaz            | Skoki akrobatyczne | Trace Worthington |
| 8.      | 9 lutego    | 1997 | Iizuna               | Skoki akrobatyczne | Nicolas Fontaine  |
| 5.      | 13 lutego   | 1999 | Meiringen            | Skoki akrobatyczne | Eric Bergoust     |
| 19.     | 20 stycznia | 2001 | Whistler             | Skoki akrobatyczne | Alaksiej Hryszyn  |
| 7.      | 1 lutego    | 2003 | Deer Valley          | Skoki akrobatyczne | Dmitrij Archipow  |
| 8.      | 10 marca    | 2007 | Madonna di Campiglio | Skoki akrobatyczne | Han Xiaopeng      |

#### Miejsca w klasyfikacji generalnej
- sezon 1993/1994: 122.
- sezon 1994/1995: 59.
- sezon 1995/1996: 67.
- sezon 1996/1997: 36.
- sezon 1997/1998: 18.
- sezon 1998/1999: 29.
- sezon 1999/2000: 13.
- sezon 2000/2001: 18.
- sezon 2001/2002: 34.
- sezon 2002/2003: 35.
- sezon 2003/2004: 20.
- sezon 2004/2005: 26.
- sezon 2005/2006: 22.
- sezon 2006/2007: 43.

#### Miejsca na podium
1. Mount Buller – 12 września 1999 (Skoki akrobatyczne) – 2. miejsce
2. Mount Buller – 13 sierpnia 2000 (Skoki akrobatyczne) – 2. miejsce
3. Mont Tremblant – 12 stycznia 2002 (Skoki akrobatyczne) – 3. miejsce
4. Lake Placid – 18 stycznia 2002 (Skoki akrobatyczne) – 2. miejsce
5. Lake Placid – 20 stycznia 2002 (Skoki akrobatyczne) – 2. miejsce
6. Fernie – 26 stycznia 2003 (Skoki akrobatyczne) – 1. miejsce
7. Lake Placid – 16 stycznia 2004 (Skoki akrobatyczne) – 2. miejsce
8. Fernie – 25 stycznia 2004 (Skoki akrobatyczne) – 1. miejsce
9. Mount Buller – 4 września 2004 (Skoki akrobatyczne) – 3. miejsce
10. Mount Buller – 5 września 2004 (Skoki akrobatyczne) – 1. miejsce
11. Davos – 3 marca 2006 (Skoki akrobatyczne) – 3. miejsce
12. Apex – 19 marca 2006 (Skoki akrobatyczne) – 3. miejsce

- W sumie 3 zwycięstwa, 5 drugich i 4 trzecie miejsca.